# Stride piano
L'Harlem stride piano o stride piano (comunemente abbreviato a stride) è uno stile piano jazz che è stato sviluppato nelle grandi città della East Coast degli Stati Uniti, soprattutto New York, durante gli anni 1920 e 1930. La mano sinistra suona tipicamente un quattro quarti con una singola nota in chiave di basso, con intervalli di nona, settima e decima sul primo e terzo battito e un accordo sul secondo e quarto battito. Di tanto in tanto questo schema è invertito ponendo l'accordo sul battere e la nota di basso sul levare.

## Storia
Fu una caratteristica principale della musica suonata ad Harlem negli anni '20.  Grandi esponenti di questa tecnica furono Scott Joplin e James P. Johnson e venne apprezzata da giovani musicisti come Fats Waller e Duke Ellington in seguito diventati grandi jazzisti. Nasce dalla mescolanza del Blues di New Orleans con il ragtime.

## Tecnica
Questo modo di suonare il piano era caratterizzato dall'uso della mano sinistra in salti repentini tra il basso (solitamente note singole suonate in battere) e gli accordi al centro della tastiera (solitamente suonati in levare).
La mano destra invece è destinata di solito a fraseggi melodici, ma potrebbe anche suonare parti armoniche (secondi accordi o ottave).
Lo stride piano è fortemente ritmico a causa dell'alternanza della nota di basso nota con l'accordo data dalla mano sinistra. Con questa mano il pianista di solito suona una singola nota di basso o l'ottava/decima nota della scala, seguita dall'accordo; mentre con la mano destra suona linee melodiche sincopate con abbellimenti armonici e riff e motivi di riempimento.
A differenza di pianisti ragtime, i pianisti stride suonavano canzoni pop in stile stride. Mentre è stata composta musica ragtime originale, molti pianisti stride possedevano capacità di improvvisazione impressionanti e non si sono affidati alla carta stampata per tramandare la propria musica.

## Stile
Lo stile stride piano, (che venne anche chiamato talvolta Harlem piano) che Fats Waller e James P. Johnson crearono poco dopo il 1920, si basava sul modo di rendere consistenti le armonie e di estendere la forza emotiva del ragtime attraverso un idioma altamente formale, anche se piuttosto fragile ma che tuttavia riprendeva qualcosa dell'espressività che si trova normalmente nei blues. Lo stridestyle emerse dalla Costa orientale e risultava molto più potente del normale piano ragtime. Si mostrava notevolmente esibizionistico, raffinato, difficile e molto provocatorio.

## Praticanti notevoli
Tra gli altri importanti pianisti jazz del XX secolo e ispirati al passo con gli altri, Clarence Profit, Johnny Guarnieri, Donald Lambert, Cliff Jackson, Hank Duncan, Pat Flowers, Duke Ellington, Erroll Garner, Count Basie, Earl Hines, Mary Lou Williams, Don Ewell, Joe Turner, Claude Hopkins, Ralph Sutton, Dick Wellstood, Dick Hyman, Judy Carmichael, Dave Brubeck, Thelonious Monk, Jaki Byard e George Winston.